# Dongguangs tunnelbana
Dongguangs tunnelbana (kinesiska: 东莞轨道交通, pinyin Dōngguǎn guǐdào jiāotōng)är ett tunnelbanesystem i Dongguang, i Guangdong-provinsen i södra Kina. Det öppnades 202016 med en linje på 37 kilometer.